# Filiberto
Filiberto ist ein männlicher Vorname und Familienname. 
Er ist die italienische und spanische Form von Filibert.

## Namensträger

### Vorname
- Filiberto Ascuy Aguilera (* 1972), ehemaliger kubanischer Ringer
- Filiberto Ferrero (1500–1549), Kardinal der katholischen Kirche
- Filiberto Lucchese (1606–1666), italienisch-schweizerischer Baumeister und Geometer
- Filiberto Navas(1892–1988), mexikanischer Sportler
- Filiberto Ojeda Ríos (1933–2005), Anführer der militanten puerto-ricanischen Unabhängigkeitsbewegung Volksarmee Boricua, besser bekannt als Los Macheteros
- Filiberto Rivera (* 1982), puerto-ricanischer Basketballspieler

Zwischenname
- Rafael Filiberto Bonelly (1904–1979), Präsident der Dominikanischen Republik
- Emanuele Filiberto Umberto Reza Ciro René Maria di Savoia (* 1972), ältester Enkel des letzten italienischen Königs Umberto II.

### Familienname
- Juan de Dios Filiberto (1885–1964), argentinischer Tangogitarrist, -pianist, Bandleader und Tangokomponist